# 탈출 게임
탈출 게임(Escape the room) 또는 방탈출은 비디오 게임의 장르이다. 대부분 웹게임, 어도비 플래시, 마우스 클릭 게임으로 만들어진다. 주인공은 어떤 한 방에 갇혀, 숨겨진 도구와 단서, 힌트를 얻어 탈출하는 식의 종류가 대부분이다.
플레이어가 주변 환경을 이용하여 감옥에서 탈출해야 하는 포인트 앤 클릭 어드벤처 게임의 하위 장르이다. 방은 일반적으로 잠긴 문, 조작할 물건, 숨겨진 단서 또는 비밀 구획으로 구성된다. 플레이어는 방에 있는 다른 아이템과 상호 작용하여 탈출 방법을 찾기 위해 오브젝트를 사용해야 한다. 탈출 게임은 어도비 플래시로 만든 프리웨어 브라우저 게임에서 탄생했지만 이후 iOS 및 안드로이드용 모바일 게임으로 가장 인기를 얻었다. 예를 들면 크림슨 룸(Crimson Room), 비리디안 룸(Viridian Room), MOTAS 및 드룸(Droom)이 있다. 이러한 온라인 게임의 인기로 인해 전 세계적으로 실제 방탈출 게임이 개발되었다.
방 탈출 게임의 요소는 미스트 (비디오 게임), 극한탈출 9시간 9명 9의 문 등 다른 어드벤처 게임에서 찾을 수 있으며, 여기에서 단일 방 내의 요소를 평가하여 완전한 퍼즐을 해결한다. 더 룸과 같은 게임은 상자와 환경 주변의 시각적 단서를 사용하여 퍼즐 상자를 여는 방법을 찾아 탈출 게임과 유사한 방식으로 해결되는 가상 퍼즐 상자를 제공할 수도 있다.